# .bn
.bnは国別コードトップレベルドメイン(ccTLD)の一つで、ブルネイに割り当てられている。このドメインはTelekom Brunei Berhad（単にTelBruとも）によって運営されている。

## 登録
ドメインは、BNNIC（ブルネイ・ネットワーク情報センター）によって管理されています。BNNICは、情報通信技術産業庁（AITI）の一部門です。
現在、正式に認定された2つのレジストラがあります：
- Imagine
- Datastream Digital[1]

## セカンドレベルドメイン
.bnドメインの直下での登録（個人向け）に加え、以下の専門的なセカンドレベルドメインも利用可能です：
| セカンドレベルドメイン | 用途                     |
| ---------------------- | ------------------------ |
| .com.bn                | 商業組織                 |
| .edu.bn                | 教育機関                 |
| .gov.bn                | 政府機関                 |
| .net.bn                | ネットワークプロバイダー |
| .org.bn                | 非営利団体               |